# Werner Basler

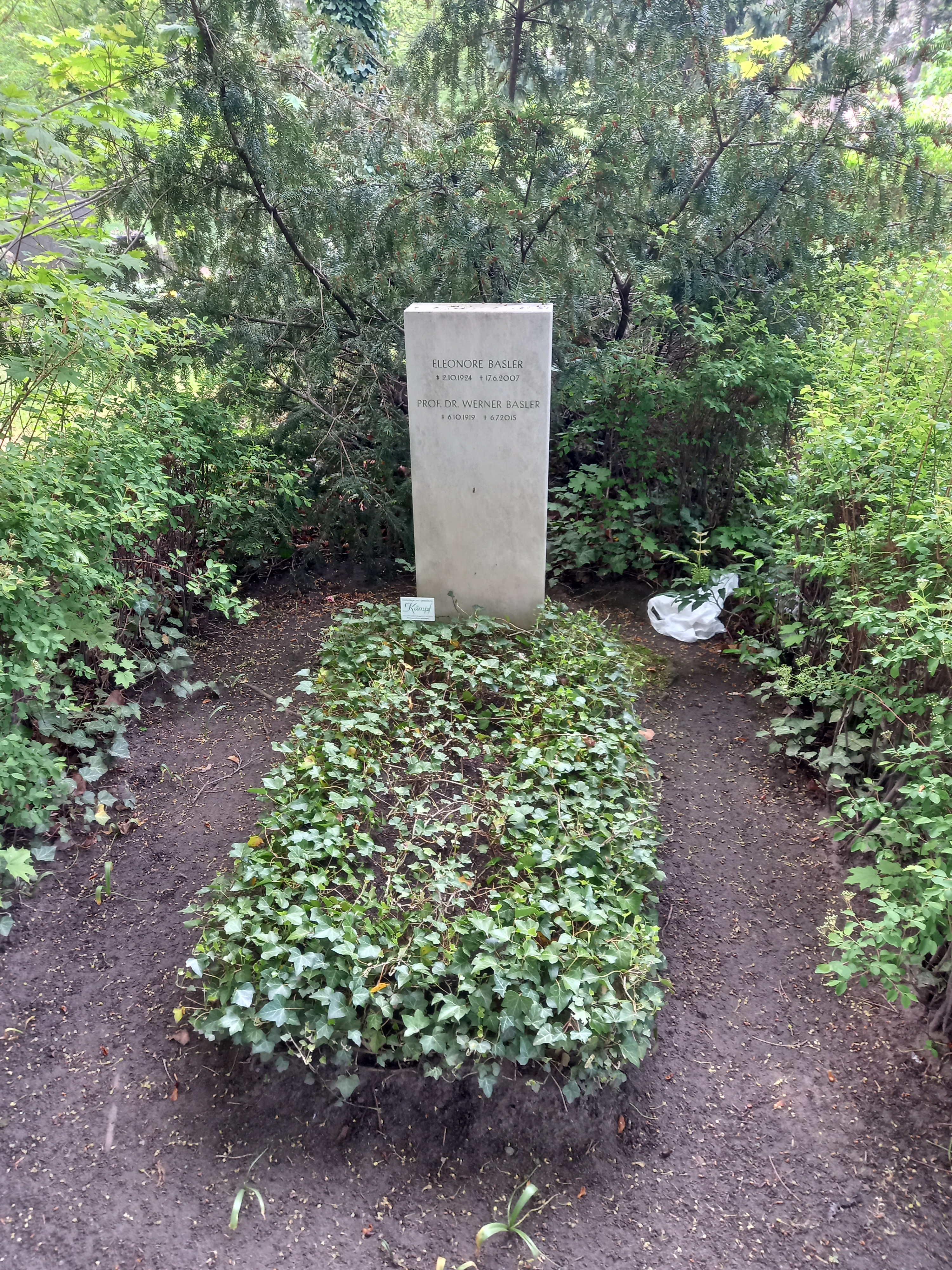
Grab von Werner Basler und seiner Ehefrau auf dem Nordfriedhof Halle

Werner Basler (* 6. Oktober 1919 in Berlin; † 6. Juli 2015) war ein deutscher Historiker.
Basler studierte an der Universität Kiel Geschichtswissenschaft und wurde hier 1951 mit einer Arbeit über Deutschlands Kriegszielpolitik 1914–1918 promoviert. Er habilitierte sich 1959 an der Pädagogischen Hochschule Potsdam mit der Studie Die Expansionspolitik des deutschen Imperialismus gegenüber Polen und den baltischen Staaten 1914–1918. Zusammen mit Alfred Anderle gab er 1965 erstmals die Weltgeschichte in Daten heraus. Er lehrte im Fachbereich Allgemeine Geschichte an der Universität Halle.

## Schriften (Auswahl)
- mit Alfred Anderle (Hrsg.): Weltgeschichte in Daten. Deutscher Verlag der Wissenschaften, Berlin 1965, 2. Aufl. 1973.
- Deutschlands Annexionspolitik in Polen und im Baltikum 1914–1918. Rütten & Loening, Berlin 1962.
- Die Expansionspolitik des deutschen Imperialismus gegenüber Polen und den baltischen Staaten 1914–1918. Habil.-Schr., Potsdam 1959.
- Deutsch-sowjetische Beziehungen in den Jahren 1933–1939. Verlag Kultur und Fortschritt, Berlin 1954.
- Deutsch-Sowjetische Beziehungen in der Zeit der Weimarer Republik. Verlag Kultur und Fortschritt, Berlin 1954.
- Deutschlands Kriegszielpolitik 1914–1918, Phil. Diss. Kiel 1951.